# Кубок вызова ЕКВ среди женщин 2020/2021
13-й розыгрыш Кубка вызова ЕКВ среди женщин (48-й с учётом Кубка обладателей кубков и Кубка топ-команд) проходил с 10 ноября 2020 по 24 марта 2021 года с участием 20 команд из 14 стран-членов Европейской конфедерации волейбола. Победителем турнира стал турецкий «Йешилъюрт» (Стамбул).
Заявки на участие в розыгрыше подали 27 команд из 17 стран, но после серии отказов, связанных с ограничениями, принятыми странами Европы в связи с пандемией COVID-19, число команд, проведших в турнире хотя бы одну игру, сократилось до 20.

## Система квалификации
Места в Кубке вызова ЕКВ 2020/2021 были распределены по рейтингу ЕКВ на сезон 2020/2021, учитывающему результаты выступлений клубных команд стран-членов ЕКВ в Кубке ЕКВ и Кубке вызова ЕКВ на протяжении трёх сезонов (2017/2018—2019/2020). Согласно ему все страны-члены ЕКВ получили возможность заявить своих представителей в розыгрыш Кубка вызова, кроме тех, кто заявил в Лигу чемпионов 4 команды (Италия, Россия и Польша). 
Страны с рейтинговыми очками, получившие возможность включить своих представителей в розыгрыш Кубка вызова ЕКВ 2020/2021 (в скобках — представительство согласно рейтингу): Турция, Франция, Румыния (все — по одной команде), Венгрия, Чехия, Швейцария, Бельгия, Германия, Греция, Словения, Финляндия, Босния и Герцеговина, Австрия, Сербия, Украина, Белоруссия (все — по 2 команды), Болгария, Израиль, Словакия, Испания, Хорватия, Нидерланды, Португалия, Косово, Норвегия, Кипр, Азербайджан, Черногория, Дания, Люксембург, Эстония, Лихтенштейн (все — по одной команде). Из стран, не имеющих рейтинговых очков, свои команды заявили Северная Македония, Латвия, Литва. Отказались от участия в Кубке команды Бельгии, Германии, Греции, Словении, Боснии и Герцеговины, Украины, Белоруссии, Болгарии, Израиля, Косово, Норвегии, Кипра, Азербайджана, Черногории, Дании, Люксембурга, Эстонии, Лихтенштейна. Только одну команду вместо двух заявили Венгрия, Финляндия, Сербия. Дополнительные места в розыгрыше получили: Турция (1), Румыния (2), Швейцария (1), Словакия (1), Испания (1), Португалия (1).

## Команды-участницы
| Страна             | Команда                                   |
| ------------------ | ----------------------------------------- |
| Турция             | «Йешилъюрт» (Стамбул)                     |
| Турция             | «Тюрк Хава Йоллары» (Стамбул)             |
| Венгрия            | «Диамант» (Капошвар)                      |
| Чехия              | «Простеёв» (Простеёв)                     |
| Чехия              | «Острава» (Острава)                       |
| Франция            | «Вандёвр-Нанси» (Вандёвр-ле-Нанси)        |
| Румыния            | «Альба-Блаж» (Блаж)                       |
| Румыния            | «Динамо» (Бухарест)                       |
| Румыния            | «Лугож» (Лугож)                           |
| Швейцария          | «Пфеффинген» (Пфеффинген)                 |
| Швейцария          | «Канти» (Шаффхаузен)                      |
| Швейцария          | «Шезо» (Шезо-сюр-Лозанн)                  |
| Финляндия          | «Хямеэнлинна» (Хямеэнлинна)               |
| Австрия            | «АСКО Линц-Штег» (Линц)                   |
| Австрия            | «Холдинг» (Грац)                          |
| Сербия             | «Единство» (Стара-Пазова)                 |
| Словакия           | «УКФ Нитра» (Нитра)                       |
| Словакия           | «Пиране» (Брусно)                         |
| Испания            | «Саная Либбис» (Ла-Лагуна)                |
| Испания            | «ИБСА-Пальмас Гран-Канария» (Лас-Пальмас) |
| Португалия         | «АЖМ Порту» (Порту)                       |
| Португалия         | «Кайруш» (Понта-Делгада)                  |
| Северная Македония | «Вардар» (Скопье)                         |
| Латвия             | «Ригас ВС» (Рига)                         |
| Хорватия           | «Марина-Каштела» (Каштел Гомилица)        |
| Нидерланды         | «Слидрехт Спорт» (Слидрехт)               |
| Литва              | «Каунас-ВДУ» (Каунас)                     |

## Система проведения розыгрыша
В розыгрыше приняли участие 20 команд. На всех стадиях турнира применялась система плей-офф, то есть команды делились на пары и должны были проводить между собой по два матча с разъездами. Победителем пары выходила команда, одержавшая две победы. В случае равенства побед победителем становилась команда, набравшая в рамках двухматчевой серии большее количество очков (за победу 3:0 и 3:1 даётся 3 очка, за победу 3:2 — 2 очка, за поражение 2:3 — 1, за поражение 1:3 и 0:3 очки не начисляются). Если обе команды при этом набрали одинаковое количество очков, то должен был назначаться дополнительный («золотой») сет, победивший в котором выходит в следующий раунд соревнований.
Из-за ограничений, связанных с пандемией COVID-19, двухматчевые серии были проведены только в 1/16-, 1/2-финала и в финале. В 1/8- и 1/4-финала противостояния команд в парах состояли только из одного матча.

## 1/16 финала
10-25.11.2020
 «Пиране» (Брусно) —  «Саная Либбис» (Ла-Лагуна)
23 ноября. 3:2 (16:25, 21:25, 25:20, 25:21, 15:9).
5 декабря. 2:3 (17:25, 25:22, 25:23, 14:25, 5:15). «Золотой» сет — 12:15. Оба матча прошли в Брусно.
 «Альба-Блаж» (Блаж) —  «Шезо» (Шезо-сюр-Лозанн) 
Отказ «Шезо».
 «АЖМ Порту» —  «Динамо» (Бухарест) 
Отказ «Динамо».
 «Простеёв» свободен от игр. 
 «УКФ Нитра» (Нитра) —  «Пфеффинген» 
Отказ «Пфеффингена».
 «Вардар» (Скопье) —  «Хямеэнлинна» 
Отказ «Хямеэнлинны».
 «Ригас ВС» (Рига) —  «Острава»
25 ноября. 1:3 (14:25, 22:25, 30:28, 20:25).
26 ноября. 0:3 (17:25, 17:25, 16:25). Оба матча прошли в Риге.
 «Диамант» (Капошвар) свободен от игр. 
 «Тюрк Хава Йоллары» (Стамбул) —  «Марина-Каштела» (Каштел Гомилица) 
10 ноября. 3:0 (25:16, 25:7, 25:12).
11 ноября. 3:0 (25:17, 25:15, 25:14). Оба матча прошли в Стамбуле.
 «Лугож» свободен от игр. 
 «ИБСА-Пальмас Гран-Канария» (Лас-Пальмас) —  «Слидрехт Спорт» (Слидрехт) 
10 ноября. 3:0 (25:23, 25:18, 25:21).
11 ноября. 3:2 (23:25, 20:25, 25:20, 25:22, 15:11). Оба матча прошли в Лас-Пальмасе.
 «Вандёвр-Нанси» (Вандёвр-ле-Нанси) свободен от игр. 
 «Кайруш» (Понта-Делгада) —  «Единство» (Стара-Пазова) 
Отказ «Единства».
 «Холдинг» (Грац) —  «АСКО Линц-Штег» (Линц) 
11 ноября. 3:2 (25:21, 22:25, 17:25, 25:21, 12:15).
25 ноября. 3:0 (25:19, 25:11, 25:20).
 «Каунас-ВДУ» (Каунас) —  «Канти» (Шаффхаузен) 
Отказ «Канти».
 «Йешилъюрт» (Стамбул) свободен от игр. 

## 1/8 финала
9.12.2020, 16.12.2020
 «Альба-Блаж» (Блаж) —  «Саная Либбис» (Ла-Лагуна)
9 декабря. 3:0 (25:19, 25:10, 25:22).
 «Простеёв» —  «АЖМ Порту»
Отказ «АЖМ Порту».
 «УКФ Нитра» (Нитра) —  «Вардар» (Скопье)
9 декабря. 3:0 (25:12, 25:17, 25:17). Матч прошёл в Капошваре.
 «Диамант» (Капошвар) —  «Острава» 
9 декабря. 3:0 (25:19, 25:18, 25:20).
 «Тюрк Хава Йоллары» (Стамбул) —  «Лугож» 
16 декабря. 3:0 (25:5, 25:19, 25:11). Матч прошёл в Лас-Пальмасе.
 «ИБСА-Пальмас Гран-Канария» (Лас-Пальмас) —  «Вандёвр-Нанси» (Вандёвр-ле-Нанси)
16 декабря. 2:3 (25:27, 19:25, 25:22, 25:20, 10:15).
 «Кайруш» (Понта-Делгада) —  «Холдинг» (Грац)
16 декабря. 3:0 (22:25, 25:17, 25:23, 25:20). Матч прошёл в Стамбуле.
 «Йешилъюрт» (Стамбул) —  «Каунас-ВДУ» (Каунас) 
16 декабря. 3:0 (25:12, 25:9, 25:8).

## Четвертьфинал
10.12.2020, 17.12.2020
 «Альба-Блаж» (Блаж) —  «Простеёв»
10 декабря. 3:0 (25:14, 25:14, 25:6).
 «Диамант» (Капошвар) —  «УКФ Нитра» (Нитра)
10 декабря. 3:0 (25:18, 25:19, 25:18).
 «Тюрк Хава Йоллары» (Стамбул) —  «Вандёвр-Нанси» (Вандёвр-ле-Нанси)
17 декабря. 3:0 (25:21, 25:21, 25:19). Матч прошёл в Лас-Пальмасе.
 «Йешилъюрт» (Стамбул) —  «Кайруш» (Понта-Делгада)
17 декабря. 3:0 (25:19, 25:22, 25:11).

## Полуфинал
24.02.2021, 2-3.03.2021
 «Альба-Блаж» (Блаж) —  «Диамант» (Капошвар)
24 февраля. 3:0 (25:13, 25:18, 25:16).
3 марта. 3:1 (23:25, 25:18, 27:25, 25:21).
 «Тюрк Хава Йоллары» (Стамбул) —  «Йешилъюрт» (Стамбул)
2 марта. 2:3 (31:29, 19:25, 25:23, 21:25, 10:15).
3 марта. 2:3 (25:15, 24:26, 27:25, 19:25, 13:15).

## Финал

### 1-й матч
| 17 марта 2021 | \| «Альба-Блаж» (Блаж) \| 0:3 cev.eu \| «Йешилъюрт» (Стамбул) \| \| Ирина Малькова (2) Ана Антониевич (3) Бояна Миленкович (3) Майя Алексич (8) Йоана-Мария Бачу (12) Бояна Челич (1) Александра Спаселич (либеро) Йована Кочич (4) Реган Худ-Скотт (4) Рамона-Аделина Рус (2) \| Голы \| Букет Гюлюбай (2) Дерья Джебеджиоглу (16) Зейнеп Демирель (6) Алексия Кэруцашу (11) Лана Щука (6) Дженнифер Кросс (8) Бихтер Думаноглу (либеро) Ирем Кая \| | Тыргу-Муреш Спортивный зал «Тыргу-Муреш» 20 зрителей |
| Счёт по партиям — 12:25, 18:25, 16:25. Время матча — 1 час 02 минуты. Судьи: Дарко Савич, Моника Уйхази.                                                                                                   | | |
| «Альба-Блаж» (Блаж) | 0:3 cev.eu | «Йешилъюрт» (Стамбул) |
| Ирина Малькова (2) Ана Антониевич (3) Бояна Миленкович (3) Майя Алексич (8) Йоана-Мария Бачу (12) Бояна Челич (1) Александра Спаселич (либеро) Йована Кочич (4) Реган Худ-Скотт (4) Рамона-Аделина Рус (2) | Голы | Букет Гюлюбай (2) Дерья Джебеджиоглу (16) Зейнеп Демирель (6) Алексия Кэруцашу (11) Лана Щука (6) Дженнифер Кросс (8) Бихтер Думаноглу (либеро) Ирем Кая |

### 2-й матч
| 24 марта 2021 | \| «Йешилъюрт» (Стамбул) \| 3:0 cev.eu \| «Альба-Блаж» (Блаж) \| \| Дерья Джебеджиоглу (11) Зейнеп Демирель (4) Алексия Кэруцашу (19) Лана Щука (9) Дженнифер Кросс (9) Букет Гюлюбай (6) Бихтер Думаноглу (либеро) Туна-Айбюке Джетинай (либеро) Ирем Кая Бурджу Йондер (1) Дерья Гюч (1) Эдже Хокаоглу-Шахлы Дуру Аксу \| Голы \| Бояна Челич (5) Йована Кочич Йоана-Мария Бачу (9) Бояна Миленкович (5) Майя Алексич (5) Ана Антониевич (2) Сильвия Попович (либеро) Александра Спаселич (либеро) Рамона-Аделина Рус Река Блейхер (1) Ирина Малькова Реган Худ-Скотт (1) Дениса-Штефания Шелуцэ (1) Франческа-Йоана Алупеи (4) \| | Стамбул Волейбольный зал «Бурхан Фелек» 50 зрителей |
| Счёт по партиям — 25:17, 25:17, 25:12. Время матча — 1 час 07 минут. Судьи: Илария Ваньи, Константин Селин. | | |
| «Йешилъюрт» (Стамбул) | 3:0 cev.eu | «Альба-Блаж» (Блаж) |
| Дерья Джебеджиоглу (11) Зейнеп Демирель (4) Алексия Кэруцашу (19) Лана Щука (9) Дженнифер Кросс (9) Букет Гюлюбай (6) Бихтер Думаноглу (либеро) Туна-Айбюке Джетинай (либеро) Ирем Кая Бурджу Йондер (1) Дерья Гюч (1) Эдже Хокаоглу-Шахлы Дуру Аксу | Голы | Бояна Челич (5) Йована Кочич Йоана-Мария Бачу (9) Бояна Миленкович (5) Майя Алексич (5) Ана Антониевич (2) Сильвия Попович (либеро) Александра Спаселич (либеро) Рамона-Аделина Рус Река Блейхер (1) Ирина Малькова Реган Худ-Скотт (1) Дениса-Штефания Шелуцэ (1) Франческа-Йоана Алупеи (4) |

### MVP
Лучшим игроком финальной серии признана диагональная нападающая «Йешилъюрта» Алексия-Йоана Кэруцашу.

## Призёры
«Йешилъюрт» (Стамбул): Дуру Аксу, Дженнифер Кросс, Бурджу Йондер, Ирем Кая, Дерья Гюч, Букет Гюлюбай, Эдже Ходжаоглу-Шанлы, Бихтер Думаноглу, Зейнеп Демирель, Алексия-Йоана Кэруцашу, Лана Щука, Дерья Джебеджиоглу, Туна-Айбюке Джетинай. Главный тренер — Мехмет-Камиль Сёз.
  «Альба-Блаж» (Блаж): Йоана-Мария Бачу, Франческа-Йоана Алупеи, Ирина Малькова, Реган Худ-Скотт, Ана Антониевич, Майя Алексич, Александра Спасенич, Рамона-Аделина Рус, Йована Кочич, Дениса-Штефания Шелуцэ, Река Блейхер, Бояна Челич, Сильвия Попович, Бояна Миленкович. Главный тренер — Дарко Закоч.